# Prinsessenboten
Mit Prinsessenboten (dt.: „Prinzessinenboote“, auch als Prinzessinnen-Klasse bezeichnet) war eine aus drei Einheiten bestehende Serie von Doppelendfähren der niederländischen Reederei Provinciale Stoombootdiensten in Zeeland bezeichnet.
Die Schiffe wurden im Fährverkehr auf der Schelde eingesetzt und bedienten in erster Linie die Strecke zwischen Vlissingen und Breskens. Sie ersetzten dort die 1949 bzw. 1950 gebauten Fähren Koningin Juliana und Prins Bernhard. 1986 wurden die beiden zuerst gebauten Schiffe, Prinses Beatrix und Prinses Irene, durch einen Neubau, die Prinses Juliana, ersetzt, dienten aber zunächst noch als Reserve. Die Prinses Juliana verfügte über zwei Autodecks und hatte daher eine größere Fahrzeugkapazität als die Prinsessenboten.
In den 1990er-Jahren wurden alle drei Prinsessenboten verkauft.

## Beschreibung
Die Schiffe wurden vom Schiffsarchitekturbüro Bureau voor Scheepsbouw in Bloemendaal entworfen. Gebaut wurden sie auf drei verschiedenen Werften in den Niederlanden. Die 1958, 1960 und 1964 in Dienst gestellten Schiffe waren nach den ersten drei Töchtern der niederländischen Königin Juliana benannt (die vierte Tochter wurde Namensgeberin für die 1968 in Dienst gestellte Prinses Christina).

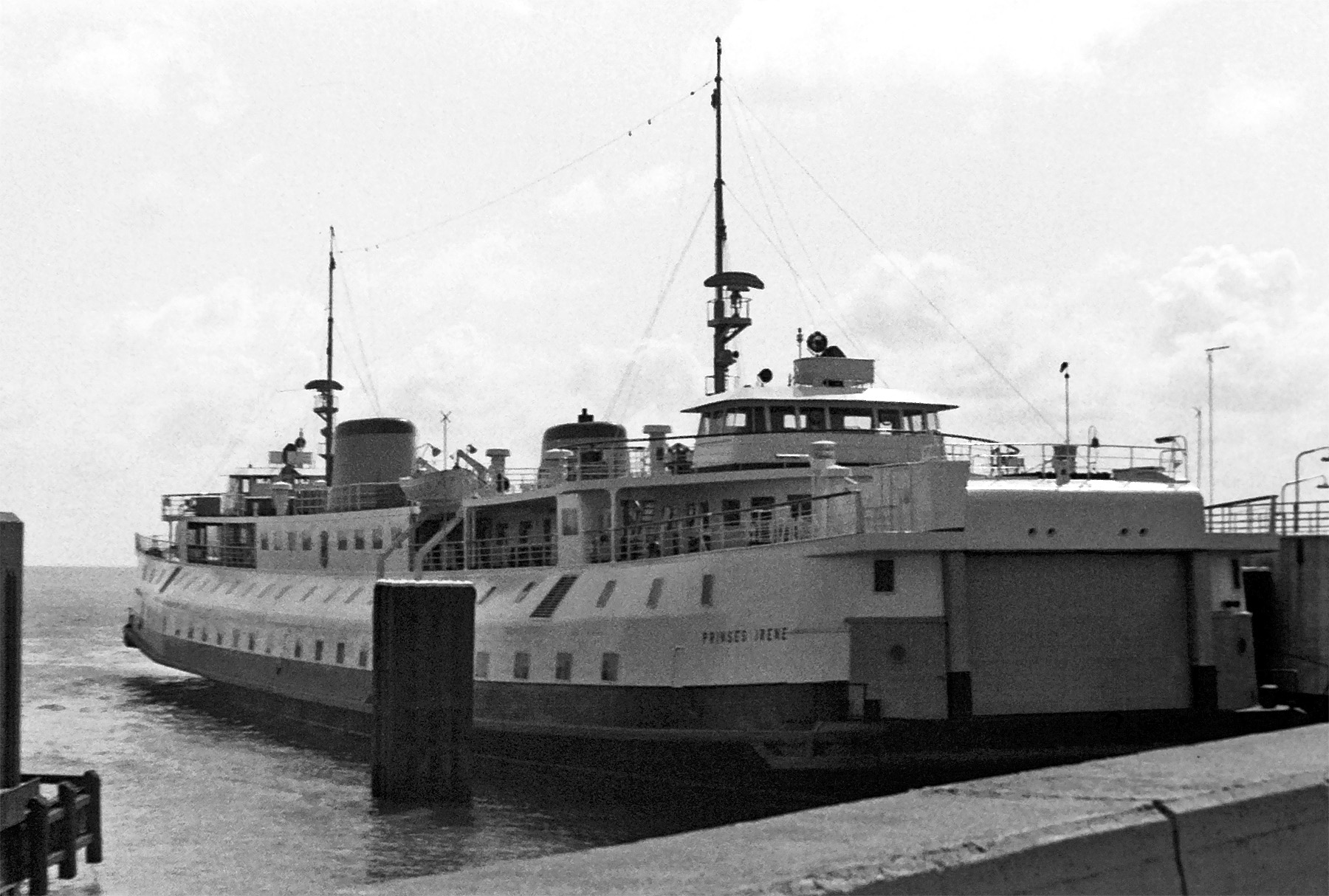
Prinses Irene 1965 in Vlissingen

Die Schiffe verfügten über ein durchlaufendes Autodeck. Dieses bestand aus einem 9,3 Meter breiten, mittleren Bereich, von dem 8,3 Meter für Fahrzeuge nutzbar waren. Hier standen drei Fahrspuren zur Verfügung. Der mittlere Bereich des Autodecks war 4,2 Meter hoch, so dass auch Lkw befördert werden konnten. Auf beiden Seiten der Fähren standen zusätzlich noch eine jeweils 3,1 Meter breite Fahrspur für Pkw zur Verfügung. Das Fahrzeugdeck wurde über landseitige Verladerampen be- und entladen, die zur Anpassung an den Tidewasserstand höhenverstellbar waren. Die Infrastruktur mit den Verladerampen musste für die Fähren in den beiden Fährhäfen in Vlissingen und Breskens neu gebaut werden.
Die Zufahrten zum Autodeck waren 7 Meter breit, wovon 6 Meter von Fahrzeugen genutzt werden konnten, so dass Pkw in zwei Reihen nebeneinander an bzw. von Bord fahren konnten. Auf den Schiffen konnten die Zufahrten mit elektrisch bewegten Toren verschlossen werden. Auf dem Autodeck standen 1300 m² Fläche zur Verfügung. Die Schiffe konnten 85 Pkw befördern.
Oberhalb des Autodecks befand sich ein Deck mit Einrichtungen für die Passagiere, darunter zwei Aufenthaltsräume mit Sitzgelegenheiten. Weitere Bänke befanden sich auf den seitlichen Promenadendecks, an deren Enden sich auch die Zugänge zu den Fähren für Passagiere ohne Fahrzeuge befanden. Zwei weitere Aufenthaltsräume für Passagiere befanden sich auf dem Zwischendeck unter dem Autodeck. Oberhalb des Passagierdecks befand sich an beiden Enden der Fähren jeweils ein Steuerhaus.
Der Antrieb der Schiffe erfolgte dieselelektrisch durch vier Elektromotoren mit jeweils 1500 PS Leistung, von denen jeweils zwei auf einen der beiden Propeller an den beiden Enden der Schiffe wirkten. Für die Stromerzeugung der Antriebsmotoren standen vier Generatoren zur Verfügung, die jeweils von einem Neunzylinder-MAN-Dieselmotor mit 1070 PS Leistung angetrieben wurden. Für den Normalbetrieb der Schiffe waren drei der Dieselgeneratorsätze ausreichend, so dass einer als Reserve fungierte. Für das Bordnetz standen drei weitere Generatoren zur Verfügung, die jeweils von einem MAN-Dieselmotor angetrieben wurden.
Der Rumpf der Schiffe war eisverstärkt.

## Schiffe
| Prinsessenboten  | Prinsessenboten     | Prinsessenboten | Prinsessenboten                 | Prinsessenboten |
| Bauname          | Bauwerft Baunummer  | IMO-Nummer      | Stapellauf Ablieferung          | Spätere Namen und Verbleib                                                                                                |
| ---------------- | ------------------- | --------------- | ------------------------------- | --- |
| Prinses Beatrix  | J. & K. Smit 880    | 6524759         | 26. November 1957 10. Juni 1958 | 1994: Mu Ping, 2003 verschrottet                                                                                          |
| Prinses Irene    | De Schelde 304      | 6524761         | 13. Februar 1960 23. Mai 1960   | 1988: Karwela I, 1988: Hauno Express, 1998: Al Mabruka, 1998: Almabruka I, 2002: Almadina Almunawara I, 2006 verschrottet |
| Prinses Margriet | Van der Giessen 815 | 6524773         | 16. Oktober 1963 21. März 1964  | 1996: Princess, 2002: Gonj-Zhu 5, 2002: SMS Kartanegara, 2018 verschrottet                                                |

Die Prinses Beatrix wurde von 1958 bis 1986 im Fährdienst auf der Schelde eingesetzt. Anschließend wurde die Fähre bis 1994 als Reserve genutzt. 1994 wurde sie nach China verkauft und von 1995 bis 1999 zwischen Dalian und Yantai eingesetzt. 2001 wurde das Schiff zum Abbruch verkauft und 2003 verschrottet.
Die Prinses Irene wurde von 1960 bis 1986 im Fährdienst auf der Schelde eingesetzt und diente anschließend noch zwei Jahre als Reserve. 1988 wurde die Fähre verkauft und zunächst für einige Wochen zwischen Dschidda in Saudi-Arabien und Sues in Ägypten eingesetzt. 1989 nahm das Schiff den Fährdienst zwischen Jeddah und Assab in Eritrea auf. Es wurde noch mehrfach verkauft und umbenannt, bevor es ab Mitte 2002 zwischen Jeddah und Port Sudan im Sudan eingesetzt wurde. 2006 wurde das Schiff zur Verschrottung nach Indien verkauft.
Die Prinses Margriet wurde von 1964 bis 1994 im Fährdienst auf der Schelde eingesetzt. Bis Ende 1995 wurde die Fähre noch als Reserve genutzt, durfte seit Oktober 1994 aus Sicherheitsgründen aber nur noch 600 Passagiere befördern. 1996 wurde sie nach China verkauft und von 1997 bis 1999 zwischen Dalian und Yantai eingesetzt. 2002 wurde die Fähre nach Indonesien verkauft und fuhr bis mindestens 2017 zwischen Bakauheni auf Sumatra und Merak auf Java. Ende 2018 wurde das Schiff in Indonesien verschrottet.